# 대한민국 민법 제674조의5
대한민국 민법 제674조의5는 대금의 지급시기에 대한 민법조문이다. 2015년 2월 3일에 신설되었으며 2016년 2월 4일에 시행되었다. 

## 조문
제674조의5(대금의 지급시기) 여행자는 약정한 시기에 대금을 지급하여야 하며, 그 시기의 약정이 없으면 관습에 따르고, 관습이 없으면 여행의 종료 후 지체 없이 지급하여야 한다.

## 참고 문헌
- 오현수, 일본민법, 진원사, 2014. ISBN 9788963463452
- 오세경, 대법전, 법전출판사 , 2014 ISBN 9788926210277
- 이준현 , LOGOS 민법 조문판례집, 미래가치, 2015. ISBN 9791155020869

## 같이 보기
- 여행
- 여행계약
- 관습